# Oito Deliberações (China)
Oito Deliberações (chinês simplificado :八议; chinês tradicional :八議; pinyin : Bā Yì), também traduzido como Oito Considerações, Oito Discussões, Oito Casos Discutidos ou Oito Precedentes, foram um conjunto de princípios usados pelo direito tradicional chinês para diminuir a punição legal sobre a realeza, nobres e membros das classes altas.

## Origens
As Oito Deliberações foram estabelecidas pela Dinastia Wei durante o período dos Três Reinos e originaram-se de regulamentos semelhantes nos Ritos de Zhou. Estes sugeriram que os criminosos qualificados sob as seguintes oito condições poderiam ser beneficiados para uma substituição de pena, ou sejam um privilégio legal de não serem punidos como os demais apenados :
- Parentes do soberano.
- Velhos conhecidos do soberano.
- Indivíduos de grande virtude.
- Indivíduos de grande habilidade.
- Indivíduos meritórios.
- Altos funcionários.
- Indivíduos excepcionalmente zelosos em seus deveres governamentais.
- Convidados do soberano (ou seja, os descendentes de famílias imperiais anteriores).[1]

## Oito Deliberações (Benefícios) como Privilégio Legal
Os primeiros registros de todo o conjunto de Oito Deliberações existentes hoje em dia podem ser encontrados no Código Tang , com seu Artigo 7 exatamente intitulado com o mesmo nome. Segundo ela, era necessária a permissão do imperador antes que qualquer tipo de interrogatório ou julgamento pudesse ser realizado contra os infratores das categorias legalmente favorecidas. No entanto, conforme apontado no artigo 8º, o privilégio legal não era aplicável aos casos envolvendo violação das Dez Abominações. Desde que as Oito Deliberações foram introduzidas, todas as dinastias chinesas seguintes mantiveram a instalação desse sistema em sua lei.

### Deliberação (Benefícios) para parentes do imperador
Deliberação para parentes do imperador (chinês simplificado :议亲; chinês tradicional :議親; pinyin: Yì Qin) incluiem os parentes do imperador do sexto grau de luto e mais próximos. Além disso, os parentes da avó paterna do imperador e de sua mãe dentro do quinto grau ou mais próximo de luto, os parentes da imperatriz dentro do quarto grau ou mais próximo de luto também foram considerados.

### Deliberação (Benefício) para Antigos Servidores do Imperador
A deliberação para os Antigos Servidores do Imperador (chinês simplificado :议故; chinês tradicional :議故; pinyin: Yì Gù) incluiu aqueles que estiveram a serviço do imperador por um longo período de tempo, merecendo assim esse favor.

### Deliberação (Benefício) para os Moralmente Dignos
A Deliberação para os Moralmente Dignos (chinês simplificado :议贤; chinês tradicional :議賢; pinyin: Yì Xián) incluía homens dignos ou homens superiores cujo discurso e conduta eram muito virtuosos e podem ser tomados como modelo para o país.

### Deliberação (Benefício) por Habilidade
Deliberação por Habilidade (chinês simplificado: 议能; chinês tradicional: 議能; pinyin: Yì Néng) incluía pessoas de grande talento, capazes de liderar exércitos, administrar os assuntos do governo, corrigir o curso do imperador e servir como modelo para as relações humanas.

### Deliberação (Benefício) por realizações ou conquistas
Deliberação para Conquistas (chinês simplificado: 议功; chinês tradicional :議功; pinyin: Yì Gōng) incluía aqueles de grande realização e glória por causa de sua capacidade de liderar exércitos a longa distância ou civilizar as multidões.

### Deliberação (Benefício) por alta posição
Deliberação para alto cargo (chinês simplificado: 议贵; chinês tradicional :議貴; pinyin: Yì Guì) incluiu todos os oficiais da ativa do terceiro escalão (chinês: 品; pinyin: Pǐn) e acima, oficiais titulares do segundo escalão e acima, e pessoas com títulos nobres de primeira ordem.

### Deliberação (Benefício) por Diligência
Deliberação para Diligência (chinês simplificado: 议勤; chinês tradicional: 議勤; pinyin: Yì Qín) incluiu oficiais militares e civis que demonstraram grande diligência em seu trabalho através da ocupação completa dos assuntos públicos ou passando por dificuldades perigosas.

### Deliberação (Benefício) por Convidados do Estado
Deliberação para Hóspedes do Estado (chinês simplificado: 议宾; chinês tradicional: 議賓; pinyin: Yì Bīn) era tratar os descendentes de dinastias anteriores como convidados do estado que podiam desfrutar de um privilégio legal.